# Le Verguier
Le Verguier è un comune francese di 233 abitanti situato nel dipartimento dell'Aisne della regione dell'Alta Francia.

## Storia

### La guerra 1914-1918
Come altri villaggi della regione, Le Verguier fu duramente colpito dalla Grande Guerra poiché venne raso interamente al suolo dai tedeschi nel 1917.

Il 28 agosto 1914, meno d'un mese dopo la dichiarazione di guerra, l'esercito francese batté in ritirata verso ovest e i tedeschi giunsero a Verguier. Da allora ebbe inizio l'occupazione tedesca che durò fino a marzo 1917. Il fronte si trovava a una ventina di chilometri a ovest, verso Péronne. L'attività degli occupanti consisteva principalmente nell'assicurare alloggio ai combattenti (in ogni casa, gli abitanti non avevano diritto che a una parte per vivervi, essendo il rimanente della casa riservato alle truppe d'occupazione e ai soldati in riposo), il funzionamento di un lazzaretto (ospedale militare) e l'approvvigionamento di cibo. Decreti del comando tedesco obbligavano, a date fisse, sotto la responsabilità del sindaco e del consiglio comunale, sotto pena di sanzioni, la popolazione a fornire: grano, uova, latte, carne e verdure, destinate a nutrir i soldati tedeschi al fronte. Tutte le persone valide dovevano effettuare lavori agricoli o di manutenzione. Ecco degli estratti di un decreto del comando di Holnon valido per 25 comuni della regione:
A febbraio 1917, il generale Hindenburg decise la creazione di una linea di difesa dietro il fronte; con la ritirata delle truppe tedesche, tutti i villaggi furono distrutti affinché non servissero da rifugio alle truppe franco-inglesi. Dal 15 febbraio gli abitanti del Verguier furono condotti alla stazione ferroviaria, fatti salire su carri bestiame, condotti a San Quintino e dispersi nei luoghi occupati, fino in Belgio. Nel marzo 1917, prima della ritirata delle truppe tedesche sulla linea Hindenburg, lungo il canale di San Quintino, le case vennero saccheggiate e incendiate, il villaggio sistematicamente distrutto.
La chiesa, il municipio, le scuole e tutte le case fatte esplodere con la dinamite, gli alberi segati a metà altezza.
Il villaggio, svuotato dei suoi abitanti, rimase occupato dai tedeschi; esso venne riconquistato il 31 marzo 1917, dopo aspri combattimenti, dalle truppe britanniche.
Le rovine del villaggio saranno più volte conquistate e perse da parte di ciascuno dei due campi e solo nell'ottobre 1918 Le Verguier sarà definitivamente liberata dalla 24ª divisione britannica alla quale il villaggio ha reso omaggio intitolandole una via.
Comunicato britannico del 2 ottobre 1918:
( L'Action française : organe du nationalisme intégral / directeur politique : Henri Vaugeois ; rédacteur en chef : Léon Daudet, su Gallica, 2 ottobre 1918. URL consultato il 6 giugno 2020..)
Dopo l'armistizio, dei numerosi abitanti ne tornarono a Verguier pochi e, gli altri, con i danni di guerra, iniziarono una nuova vita altrove. Per quelli che tornarono iniziò un lungo periodo di oltre dieci anni per la ricostruzione delle abitazioni (case provvisorie), delle fattorie, degli edifici pubblici, delle strade. Dei 600 abitanti di prima della guerre, Jeancourt non ne contava più di 300 nel 1921.
Per le sofferenze patite dalla popolazione durante i quattro anni di occupazione e i danni subiti dai fabbricati, al comune è stata assegnata la Croce di guerra francese 1914-1918 il 17 ottobre 1920.
Sul monumento ai caduti, inaugurato nel 1921, sono iscritti i nomi dei nove soldati di Verguier morti per la Francia e di un civile.

## Società

### Evoluzione demografica
Abitanti censiti